# Avaí FC
Der Avaí Futebol Clube ist ein brasilianischer Fußballverein aus Florianópolis in Santa Catarina. Gegründet wurde er am 1. September 1923. Das heimische Stadion ist das Ressacada Stadion, mit einer Kapazität von 19.000 möglichen Zuschauern. Die Vereinsfarben sind Blau und Weiß.

## Geschichte

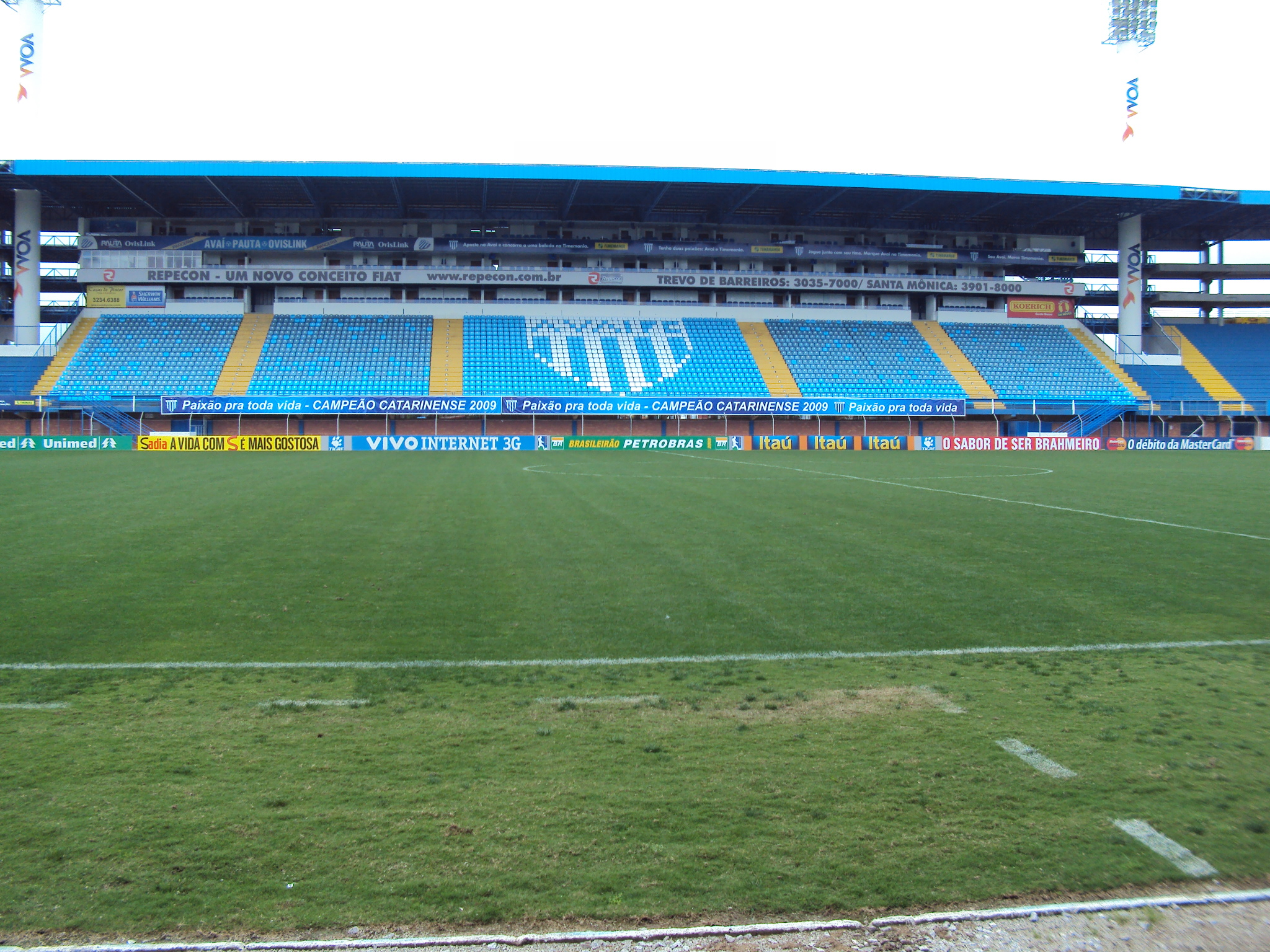
Das Ressecada

Der Verein wurde gegründet, nachdem der Geschäftsmann Amadeu Horn einer Gruppe von sportsbegeisterten Jungen einen Trikotsatz schenkte. Kurz darauf spielten sie gegen ein anderes Team namens Humaitá und gewannen dieses Spiel. Am 1. September 1923 wurde der Verein im Haus von Amadeu Horn gegründet. Zu dieser Zeit hieß der Verein Avahy Foot-Ball Club. Schon im folgenden Jahr gewann man die Staatsmeisterschaft von Santa Catarina.
Avaí spielte in den 1970er Jahren vier Mal (1974, 1976, 1977 und 1979) in der ersten Brasilianischen Liga. Danach begann eine lange Ära der Unterklassigkeit 1998 konnte der einzige nationale Titel errungen werden, indem man die Meisterschaft in der Série C gewann. Seit 1999 spielte Avaí in der zweithöchsten Spielklasse Brasiliens, der Série B. Als Dritter der Saison 2008 schaffte Avaí nach 29 Jahren wieder den Aufstieg in die Série A. 2009 gelang dort mit dem sechsten Platz ein Achtungserfolg. Nach dem Abstieg 2011 gehörte der Klub 2015, 2017 und 2019 erneut der ersten Liga an. Avaí spielte 2019 wieder in der ersten Liga, nachdem der Klub in der Saison 2018 in der Série B den dritten Platz belegte. In der Série A 2019 wurde Avaí Tabellenletzter und musste wieder absteigen. Die Rückkehr in die Série A gelang in der Série B 2021 als Vierter. Der Klub konnte den Ligaaufenthalt nicht sichern und am Ende Série A 2022 als 19. wieder absteigen.

## Erfolge
- Staatsmeisterschaft von Santa Catarina 19×: 1924, 1926, 1927, 1928, 1930, 1942, 1943, 1944, 1945, 1973, 1975, 1988, 1997, 2009, 2010, 2012, 2019, 2021, 2025
- Staatspokal von Santa Catarina: 1995
- Taça Governador do Estado de Santa Catarina: 1983, 1985
- Campeonato Regional de Florianópolis 20×: 1924, 1926, 1927, 1928, 1930, 1933, 1938, 1940, 1942, 1943, 1944, 1945, 1949, 1951, 1952, 1953, 1958, 1960, 1963, 1995

## Trainer
- Adílson Batista (2002)
- Marcos Paquetá (2004–2005)
- Paulo Silas (2009)

## Frauenfußball
Die Frauenfußballabteilung des Vereins wurde 2008 erstmals eröffnet und kehrte nach einer mehrjährigen Unterbrechung 2019 in den Spielbetrieb zurück.

## Sonstiges
Prominentes Mitglied ist der Tennisspieler Gustavo Kuerten, der in Florianópolis wohnt.